# よるばけ!
『よるばけ!』は、2020年4月4日からKBCラジオ（九州朝日放送）で放送されているワイド番組である。放送時間は毎週土曜 19:00 - 22:00 （日本標準時）。

## 概要
ルーシーがKBCラジオで初の一人しゃべりを務める番組。

## パーソナリティ
- ルーシー[2]

## 放送時間
- 毎週土曜日 19:00 - 22:00

『KBCホークスナイタースペシャル』放送時は中継終了後より放送。ナイター定枠の21時までに試合が終了（コールド・ノーゲームを含む）した場合でも21時からの開始となる。
中継終了が22:00を超える場合は特例が適用され、1時間単位で22時台の番組を後日に振替放送を行った上で区切りのいい時間まで事実上クッション番組としての機能を果たすことになる。
またナイターの放送開始前の段階で雨天などにより中止となった場合は、デーゲーム時同様の定時編成に準じる形で放送する。
- 2020年7月4日は 18:55 - 21:00まで『アビスパ福岡ホームゲーム開幕戦中継 アビスパ福岡×V・ファーレン長崎』を放送した為、21:00から1時間の短縮放送になった。
- 2020年11月21日は『日本シリーズ第1戦実況中継 読売ジャイアンツ×福岡ソフトバンクホークス』を放送の関係上、当初は休止の予定だったが試合が長引いたことにより急遽22:10 - 23:00まで事実上クッション番組として短縮放送されることとなった。[5]
- 2021年8月7日は『東京2020オリンピック　野球決勝　日本×アメリカ』を放送の関係上予め『PAO～N1週間～まとめてドドドン～』を休止した上で中継終了後よりクッション番組として22:30 - 23:00まで短縮放送を行った。

- 2024年3月16日の放送で放送200回を迎え、この日のエンディングで2週間後の3月30日に終了することが発表された。

- 放送終了から10ヶ月後の2025年1月3日14:00から『第101回箱根駅伝生中継』が終了次第、『ひるばけ!』として復活特番が放送されることが決定した。[6]

## コーナー
- オープニングリクエスト
- あなたが化けた1曲“化け曲”
- 自分プレイリスト
- エンディングリクエスト

※19:55と21:50にKBCニュース・気象情報が放送される。